# UH-1 이로쿼이

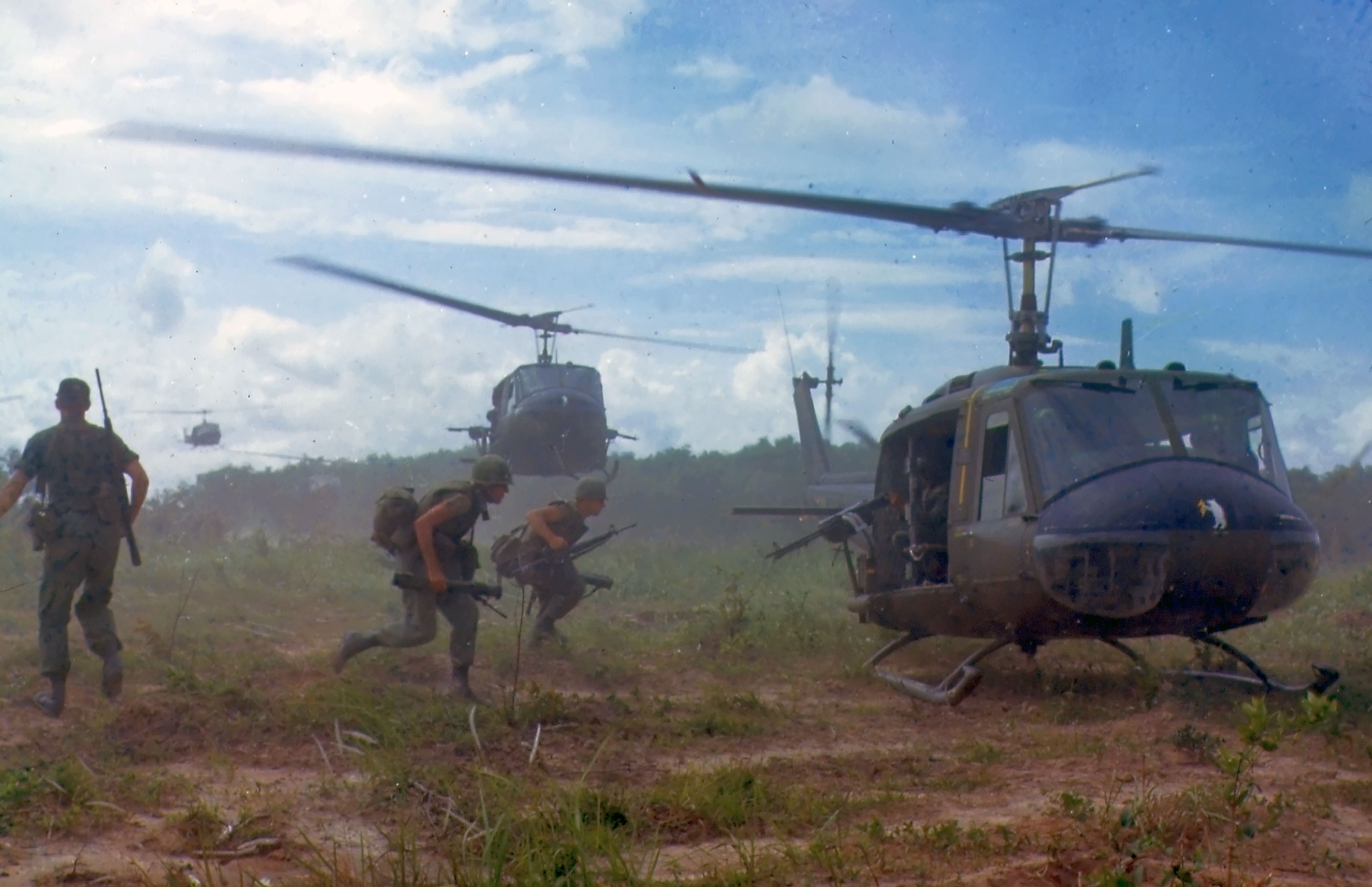
베트남 전쟁에서의 UH-1D

UH-1 이로쿼이(Iroquois)는 휴이라는 명칭으로 잘 알려진 벨 헬리콥터사의 다목적 군용 헬리콥터이다. 베트남전의 상징이기도 하다.

## 개관

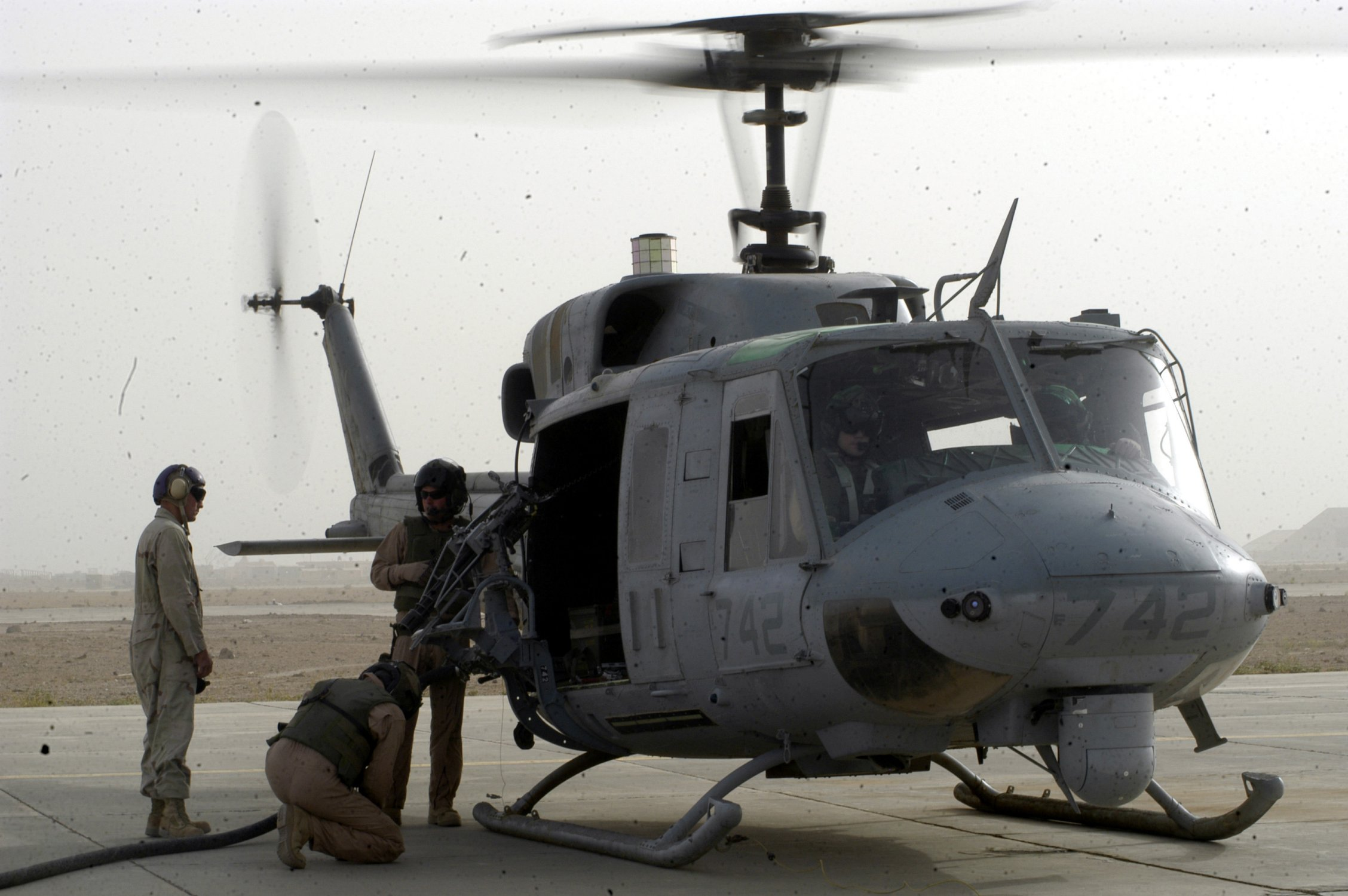
미 해병대의 UH-1N

휴이는 1956년 Bell Model 204라는 미 육군 시제품으로부터 개발되었다. 최초의 제식번호인 UH-1 (helicopter utility)가 휴이(Huey)라는 별명을 낳았다. 군에서 사용된 것은 1959년부터이다.
베트남전에서 주요 임무는 일반 지원, 공중 공격, 화물 운반, 응급환자수송, 탐색구조, 전자전 등이었다. 전쟁기간 동안 휴이는 훨씬 큰 버전인 Model 205에 기초하여 업그레이드 되었다. 이 버전은 최초 제식번호가 UH-1D이며, 1963년에 최초로 작전에 투입되었다.

## 도입한 국가
UH-1 이로쿼이는 다음 국가에서도 사용된다. (영어 알파벳순으로 정렬)
- 아르헨티나
- 오스트리아
- 오스트레일리아
- 바레인
- 방글라데시
- 벨기에
- 벨리즈
- 볼리비아
- 브라질
- 브루나이
- 미얀마
- 캄보디아
- 캐나다
- 칠레
- 콜롬비아
- 코스타리카
- 도미니카 공화국
- 이집트
- 엘살바도르
- 에콰도르
- 에티오피아
- 독일
- 그리스 - 현재는 퇴역하였다.
- 조지아
- 과테말라
- 온두라스
- 인도네시아
- 이란
- 이라크
- 이스라엘
- 이탈리아
- 자메이카
- 일본 - 200대
- 요르단
- 쿠웨이트
- 레바논
- 멕시코
- 모로코
- 네덜란드 - 해군이 도입하였다.
- 뉴질랜드
- 파키스탄
- 파나마
- 파라과이
- 파푸아뉴기니
- 페루
- 사우디아라비아
- 필리핀
- 중화민국
- 싱가포르 - 현재는 퇴역하였다.
- 소말리아
- 남아프리카 공화국
- 대한민국 - 120대 - 현재는 퇴역하였다.
- 베트남 공화국
- 스페인
- 스웨덴
- 탄자니아
- 태국
- 튀니지
- 튀르키예
- 우간다
- 아랍에미리트
- 미국
- 영국
- 우루과이
- 베네수엘라
- 베트남 - 남베트남군의 장비를 노획하였다.
- 예멘
- 유고슬라비아 - 현재는 연방 해체로 소속을 알 수 없다.
- 잠비아
- 짐바브웨

## 제원 (UH-1D)
- 승무원: 4명
- 수송능력: 3,880 lb (14명의 보병 또는 6개의 들것 또는 그와 동등한 화물)
- 길이: 57 ft 1 in(로터 포함) 17.4 m
- 동체 폭: 8 ft 7 in (2.6 m)
- 날개폭: 48 ft 0 in (14.6 m)
- 높이: 14 ft 5 in (4.4 m)
- 공허중량: 5,215 lb (2,365 kg)
- 탑재중량: 9,040 lb (4,100 kg)
- 최대이륙중량: 9,500 lb (4,310 kg)
- 연료 탑재량: 1,400 lb (840 kg)
- 엔진: Lycoming T53-L-13B
- 프로펠러 유형: 터보샤프트
- 프로펠러 수: 1개
- 블레이드수: 2엽
- 출력: 1,100 shp (820 kW)
- 최대속도: 127 mph (204 km/h, 최대이륙중량 기준)
- 순항속도: 127 mph (204 km/h, 최대이륙중량 기준)
- 항속거리: 318 mi (511 km)
- 운용고도: 12,600 ft (3,800 m , 최대이륙중량 기준)
- 상승율: 1,600 ft/min (8.1 m/s, 최대이륙중량 기준)
- 추력/중량: 0.1159 hp/lb (0.1905 kW/kg)
- 무장:
  - 2x 7.62 mm M240 기관총 or 2x 7.62 mm GAU-17 기관총
  - 2x 7발 or 19발 2.75 in (70 mm) rocket pods

### UH-1H
UH-1D를 1,400 shp (1,000 kW)의 라이커밍 T53-L-13 엔진으로 업그레이드한 것으로 모두 5,435대가 생산되었고 2020년 퇴역했다.

## 대한민국 도입운용 관련
대한민국에서도 UH-1H는 베트남전쟁이 한창이던 1968년 8월, 지휘 통제와 병력 운송을 위해 제21 기동 항공중대 창설과 함께 육군에서 최초로 도입됐다. 육군은 1990년대부터 UH-1H보다 성능이 우수한 UH-60 블랙 호크 헬기를 도입했고, 2012년부터는 국산 기동헬기인 수리온이 전력화 되면서, 2017년부터 오는 2020년까지 단계적으로 UH-1H 140여대 모두 순차적으로 퇴역하였다.

## 육군 도입기 사고
- 2016년 2월 16일 오전10시경 강원도 춘천시 신북읍 율문리에서 대한민국 육군 205항공대 소속 UH-1H 헬기 1대가 추락해 4명의 사상자가 발생했다. 이날 사고로 1명이 크게 다쳤고, 나머지 대원 3명은 안타깝게 순직하였다. 헬기는 기지 인근 밭에 추락해 크게 파손되었다.[3]

## 같이 보기
- 관련 기종
  - 벨 UH-1F
  - 벨 212
  - Panha Shabaviz 2-75

## 참조

### 인용
1. ↑  Mutza 1986
2. ↑  Andrade 1987, p. 125.
3. ↑  “육군 헬기 또 추락 사고‥1명 중상·3명 경상 - 서울투데이 - 미래가 보이는 글로벌 시사종합 신문”. 《www.sultoday.co.kr》. 2016년 6월 22일에 확인함.[깨진 링크(과거 내용 찾기)]

### 자료
- Andrade, John M. U.S. Military Aircraft Designations and Serials since 1909. Hersham, Surrey, UK: Midland Counties Publications, 1979. ISBN 0-904597-22-9.
- Mutza, Wayne. UH-1 Huey In Action. Carrollton, Texas: Squadron/Signal Publications, 1986. ISBN 0-89747-179-2.